# Музей Одеського товариства історії та старожитностей

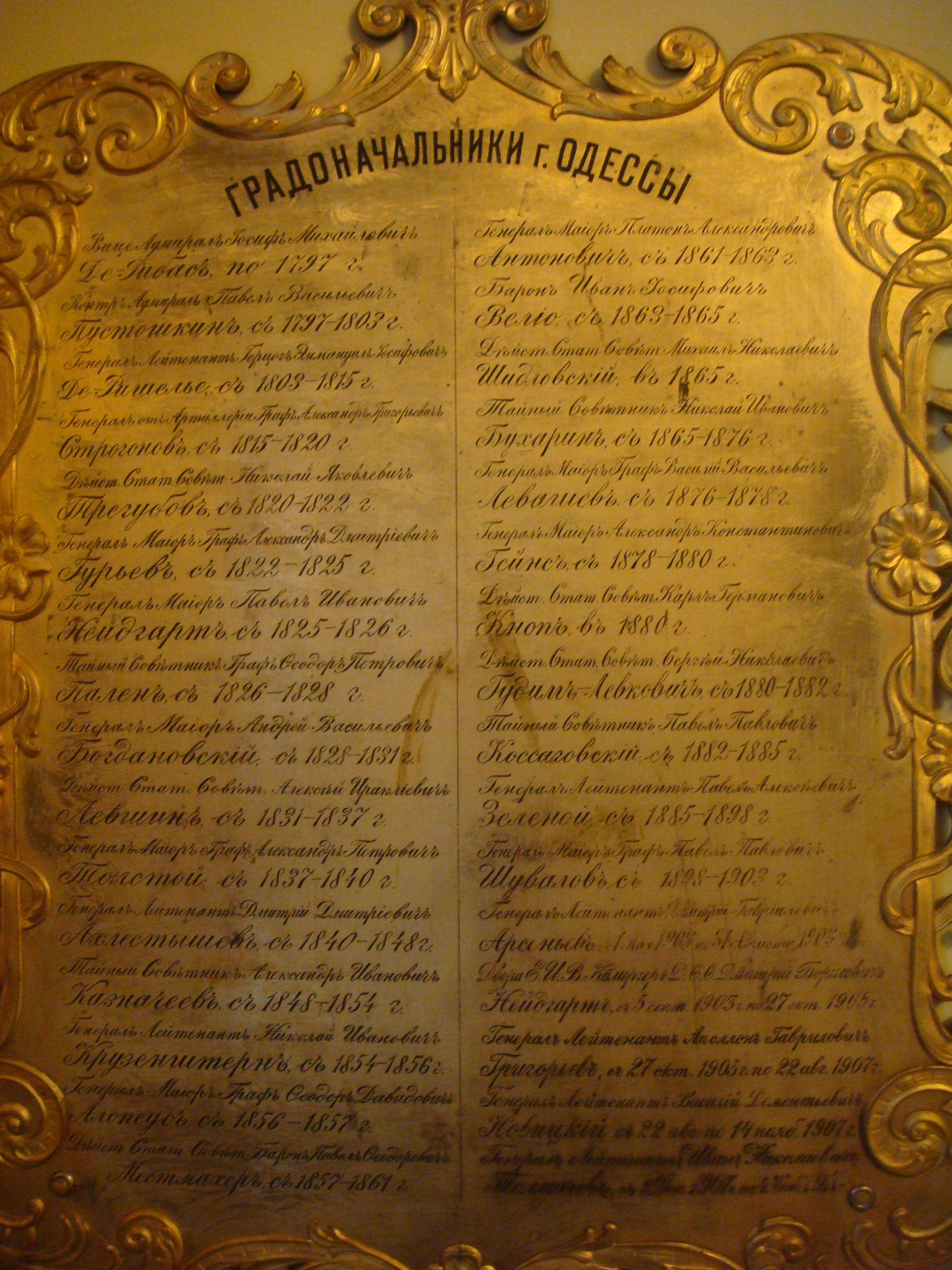
Список мерів Одеси на мідній дошці в музеї

Музей Одеського товариства історії та старожитностей (1839  — 1920) — один з  перших музеїв Одеси.

## Історія
Заснований при Одеському товаристві історії та старожитностей у 1839. Офіційно відкритий 1 січня 1843. 
Перші колекції подарували члени товариства Д.Княжевич, М. Кирьяков, М. Мурзакевич, О. Стурдза.
В 1840 поповнився збіркою Миколаївського Чорноморського депо, в 1842 — частиною зібрання археолога Івана Бларамберга.
У 1858 до нього приєднали Одеський міський музей старожитностей. До музею надходили пам'ятки від Опікунського комітету іноземних поселенців Півдня Росії, за розпорядженнями різних міністерств, генералів-губернаторів (див. Генерал-губернаторства) і губернаторів, матеріали з розкопок, які здійснювали члени товариства, з 1849 — усі археол. знахідки в Пн. Причорномор'ї, не відправлені до Санкт-Петербурга. Велику роль у комплектуванні колекцій відіграв О.Бертьє-Делагард. Серед дарувальників — генерал З.Аркас, нач. Рос. імператорської духовної місії в Єрусалимі Антонін (Капустін), археологи О.Анненков і К.Косцюшко-Валюжанич, О.Уваров, колекціонер С.Бодилевський, генерал-ад'ютант М.Воронцов, кн. П.Вяземський, архієпископ Херсонський Інокентій (Борисов), адмірал М.Лазарєв, митрополит Київський Платон (Городецький), історики М.Рігельман і А.Скальковський та інші.

## Зібрання музею
Зібрання музею містило колекції старожитностей доісторичних; єгип.; еллінських; рим.; візант.; генуезьких; монгол., татар. і турец.; укр. (у тому числі запороз.) і російських. В їх числі: речі кам'яного і бронзового віків; камені з написами (див. Лапідарні написи), саркофаги, надгробна скульптура; 28 кам'яних баб (див. Половецькі статуї); колони, капітелі та ін. архіт. деталі; теракота; золоті, срібні, бронзові, кістяні, скляні і кам'яні предмети реліг. і домашнього вжитку; зброя, у тому числі козацька; золоті, срібні та мідні монети, медалі і жетони; відзнаки російські та іноземні; ікони; види монастирів, міст і споруд кримських і бессарабських, Керчі, Одеси; карти, плани; портрети (старі та сучасні) запорожців, держ., церк., військ. діячів, засновників і членів товариства та їхні автографи; грамоти й документи — сербські, рос., лат., молдов., грецькі патріарші, турец. та кримські; 50 креслень Афонських монастирів (див. Афон) В.Григоровича-Барського; рукописи тощо. Загалом — бл. 40 тис. одиниць зберігання. Було організовано окремий Кабінет монет і медалей та б-ку. Спочатку обов'язки охоронця-консерватора музею покладалися по черзі на одного з членів товариства. 1873–83 ним завідував М.Мурзакевич, 1883–95 — В.Юргевич, 1895—1911 — Е.Штерн, 1911–12 — К.Кагаров, 1912–13 — А.Селегінський, 1913–19 — Б.Варнеке, 1919 –20 — К.Міліславлевич.
1919 експозицію було згорнуто, колекції підготовлено до вивозу з України, унаслідок чого частина матеріалів депаспортизувалася. У березні 1920 націоналізований і перетворений на Одес. крайовий історико-археол. музей. Колекції М. О. т. і. с. — нині в складі Одеського археологічного музею НАН України (див. Одеський археологічний музей) та Одеського історико-краєзнавчого музею.